# Eduardo Rodríguez Bolívar
Eduardo Rodríguez Bolívar (f. 1897) fue un abogado y político conservador español, diputado y senador en las Cortes de la Restauración.

## Biografía
Fue jefe del partido conservador en la provincia de Granada. De profesión abogado, tuvo un bufete que fue muchos años el principal de Granada. Ocupó varias veces escaño de diputado a Cortes por Granada y en el momento de su muerte era senador vitalicio. Rodríguez Bolívar, descrito como un «hombre intransigente en ocasiones y de un excesivo personalismo», falleció en Granada el 6 de abril de 1897. Había sido también alcalde de Granada.